# Rami Abou Jamous
Rami Abou Jamous est un journaliste correspondant de guerre palestinien de Gaza, âgé de 46 ans fin 2024.

## Biographie
Rami Abou Jamous naît à Beyrouth. Son père était le journaliste gazaoui Walid Abou Jamous
À l’époque des accords d'Oslo, son père retourne s’installer à Gaza. Il obtient une bourse d'études et entame des études d'ingénieur en France jusqu’en 1999, quand il rentre à Gaza après la mort de son père,. Il vit plusieurs années en Tunisie où il acquiert la maîtrise du français.
Il commence à travailler comme fixeur pour les journalistes étrangers et crée le groupe WhatsApp Gaza Vie destinés aux journalistes internationaux. Avec Bidal Jadallah (tué le 19 novembre 2023), il est le cofondateur de GazaPress, qui constituait un centre de ressources pour les journalistes occidentaux à Gaza,. 
Vivant à Gaza au début de la guerre de Gaza de 2023-2024, il devient le correspondant de plusieurs médias francophones(France 24, France Télévisions et Radio France). Il écrit par ailleurs un blog, le Journal de bord de Gaza, à partir du 18 février 2024 sur le site d’actualité spécialisé dans le Moyen-Orient Orient XXI, étant un des rares journalistes à pouvoir informer le reste du monde sur les évènements à Gaza, les autorités israéliennes interdisant aux journalistes étrangers de pénétrer dans l'enclave. Sa famille et lui-même sont déplacés plusieurs fois au cours de la guerre à cause des bombardements. 
Il est récompensé de trois prix Bayeux des correspondants de guerre en 2024 :
- trophée presse écrite pour son Journal de Gaza ;
- Prix Ouest-France-Jean Marin également pour son Journal de Gaza ;
- et conjointement à Fabrice Babin et Bertrand Séguier, le trophée télévision grand format pour Gaza, fuir l’enfer.

C’est la première fois qu’un correspondant de guerre reçoit trois récompenses à ce prix la même année.
Il confie la rédaction de sa 100e chronique a son épouse, Sabah

## Œuvres
- Son journal est publié en livre : Rami Abou Jamous, préface de Leïla Shahid, présentation de Pierre Prier, Journal de bord de Gaza, Paris : Libertalia, 2024, collection « Orient XXI », 272 pages,  (ISBN 978-2-37729-364-3) (novembre 2024), deuxième édition revue et augmentée en février 2025[8] ;
- Rami Abou Jamous (auteur) et Lilya Melkonian (collaboratrice), Gaza, Vie, Stock, 2025, 272 p. (ISBN 978-2-234-09916-6)